# Le Prince philosophe
Le Prince philosophe, conte oriental est un roman écrit par Olympe de Gouges et publié en 1792. Il comprend deux tomes de 261 pages chacun. Les aventures d'Almoladin, prince puis roi de Siam, sont l'occasion de réflexions sur le pouvoir, le rôle des femmes, les dangers du fanatisme et le bonheur.
Ce conte philosophique ou « conte politico-philosophique » est parfois comparé à Candide ou Zadig de Voltaire. Récit d'aventures, parfois comique, il invite à de nombreuses réflexions au travers du discours des personnages ou de leurs histoires. Sur le modèle des Lettres persanes de Montesquieu, l'action du roman est placée dans un pays lointain, le royaume de Siam, mais il s'agit pour Olympe de Gouges de parler de la France et de questionnements contemporains.

## Résumé
La première partie du Prince philosophe, Gouges raconte principalement les aventures d’Almoladin, fils du roi de Siam, qui parcourt un monde asiatique fantasmé. Le prince apparaît comme un homme bon et vertueux avec tous ceux qu'il rencontre. En parallèle, nous suivons l'histoire de sa sœur Géroïde, de la bergère Palmire et du vieillard Palémon.
Dans le second tome, Almoladin, maintenant roi de Siam et marié à Idamée, sœur de l’empereur de Chine, rentre dans son royaume. On y suit principalement les histoires de cœur du roi, la jalousie et l'adultère de sa femme, son amour secret pour Palmire, alors qu'il continue de faire l'expérience des sociétés du monde. C'est dans cette partie que sont développés les enjeux féministes. Le récit s'achève sur une ultime leçon de gouvernement prodiguée par Almoladin à son premier fils, Noradin, et le dénouement heureux des intrigues amoureuses de son deuxième fils, Palémon.

## Contexte de publication
Écrit en 1788, Le Prince philosophe n’est publié qu’en 1792. Cette époque marque un moment important dans l’engagement politique d’Olympe de Gouges qui a publié, un an auparavant, sa Déclaration des droits de la femme et de la citoyenne. C’est également en 1792 qu’un journal pro-révolutionnaire Les Révolutions de Paris réclame l’exclusion totale des femmes de la sphère publique en s’attaquant violemment à Gouges. Par la publication de son conte philosophique, Olympe de Gouges revendique son rôle de citoyenne et d'écrivaine.
Dans son essai Le Bonheur primitif de l’homme en 1789, Gouges prétend avoir écrit Le Prince philosophe en seulement cinq jours. Elle dit alors que ce conte est son « roman le plus fou et le plus sage à la fois, le plus moral et le plus philosophe ». Elle dit avoir proposé une préface refusée par son libraire.
Pour le critique littéraire Henri Coulet, les aventures racontées dans Le Prince philosophe ne contiennent « aucune allusion aux événements révolutionnaires ». Le roman fut rédigé en 1788 et Gouges n’avait pas pour habitude de revenir sur ses textes. Il est donc possible que l’œuvre publiée en 1792 n’ait pas été modifiée par des éléments d’actualité.
Olympe de Gouges vit la majeure partie de sa vie sous l'Ancien Régime. Pendant cette période, la monarchie absolue, caractérisée par le droit divin et par l'absence d'une Constitution, maintient au XVIIIe siècle une hiérarchisation stricte entre les différents ordres composant la société. Cette hiérarchisation intègre la différenciation des sexes et justifie ainsi la distinction des droits entre les hommes et les femmes. La position d'Olympe de Gouges en tant que femme et féministe engagée est celle d'une précurseuse dans le combat pour l'égalité des droits.

## Personnages (par ordre d'apparition)
- Amadan : roi de Siam, père d'Almoladin, de Géroïde et de Zelmire.
- Almoladin : prince puis roi de Siam, époux d'Idamée puis de Palmire.
- Géroïde : princesse de Siam, épouse de Van-Li
- La reine de Siam : reine de Siam, mère de Zelmire.
- Zelmire : fille de la reine de Siam et d'Amadan.
- Amazan : précepteur d'Amadan, puis d'Almoladin.
- Palémon : père de Corydas.
- Corydas : amant de Palmire.
- Noradin : ancien ministre de la religion à Siam, chef des brigands.
- Elmire : sultane et ancienne favorite de Van-Li.
- Van-Li : empereur de Chine, époux de Géroïde.
- Palmire : amante de Corydas, seconde épouse d'Almoladin.
- La sultane : nouvelle favorite de Van-Li.
- Idamée : sœur de Van-Li, première épouse d'Almoladin.
- Noradin : fils d'Almoladin et d'Idamée.
- Palémon : fils de Palmire et d'Almoladin.

## Analyse de l’œuvre

### Les enjeux féministes
Les questions liées à la défense des droits des femmes, en particulier au sein de la vie publique et politique, occupent une place importante dans le Le Prince philosophe. D'après Isabelle Tremblay, Olympe de Gouges recourt à l'écriture fictionnelle comme moyen d'expression d'une « révolte » car elle soutient « le droit à l’action politique ». En effet, comme beaucoup d'autres femmes de cette époque, Gouges libère sa parole et affirme ses opinions politiques par l'écriture qui est pour elle, dit Bernadette Diouf Diène, un « véhicule de liberté ».
Le personnage de la reine Idamée permet à Olympe de Gouges de revendiquer l'amélioration du « sort des femmes ». Isabelle Tremblay qualifie le texte de « roman pamphlétaire » et présente Idamée comme figure contestataire, s'opposant aux « traditions despotiques ». Idamée incarne un personnage qui dénonce les injustices et les inégalités. Ainsi, les effets néfastes du maintien des femmes dans une position d'infériorité au sein de la société, notamment dans les sphères politique et militaire, sont dénoncés. Isabelle Tremblay se réfère en particulier à un passage du conte qui affirme que si une meilleure instruction était prodiguée aux femmes, celles-ci seraient « plus respectables et plus respectées » et auraient tôt fait de devenir « des guerrières intrépides, des magistrats intègres, des ministres sages et incorruptibles ». La journaliste Sylvia Duverger se penche sur le discours féministe que prône la femme de lettres : « Olympe de Gouges déploie un programme politique grâce auquel les femmes pourraient devenir des sujets à part entière ». Pour atteindre cet objectif, Gouges défend leur accès à l'éducation dont elles sont encore massivement exclues au XVIIIe siècle.
Les préoccupations féministes d'Olympe de Gouges influencent également la création de ses personnages. Almoladin, le protagoniste du conte, s'éloigne fortement des stéréotypes princiers de l'époque. En effet, il est plutôt « un véhicule de critiques des injustices de la société française au XVIIIe siècle », notamment celles du fonctionnement de la cour princière, mais aussi celles du statut social des femmes. Ce personnage masculin a, tout comme Idamée, permis à Gouges de critiquer les normes de sa société, sans toutefois prendre le risque de s'y opposer totalement.
Isabelle Tremblay souligne cependant que l'entreprise d'Idamée ne rencontre que peu de succès, car elle se heurte aux positionnements du roi, sorte d'écho aux difficultés auxquelles se virent confrontées Olympe de Gouges et ses contemporaines ayant tenté de s'opposer aux normes sociales de leur temps. En effet, bien qu'il reconnaisse un bien-fondé aux propositions de la reine, Almoladin croit aussi y reconnaître un danger révolutionnaire. Sylvia Duverger remarque que le roi n'applique pas « la réforme féministe ardemment désirée par Idamée, par peur de voir les hommes détrônés ».
La dynamique du couple royal interroge, parce qu'elle oppose « le vertueux roi de Siam » à son épouse dépeinte comme « un personnage emporté, infidèle et meurtrier de son amant ». Elle remet en question l'attribution conventionnelle des rôles entre personnages féminins et masculins.
Henri Coulet considère que l'ambition féministe développée par la reine Idamée « est discréditée » dans le roman. Selon lui, les choix opérés par Olympe de Gouges sur le personnage d'Idamée ont saboté « la réussite du projet féministe ». Idamée, menteuse, jalouse et adultère, est devenue la femme d'Almoladin par imposture. Elle ne serait donc pas digne de porter et de défendre la cause féministe. De plus, Henri Coulet avance que le personnage d’Idamée est une projection du « propre malaise » de Gouges d’être inculte et bâtarde. L’autrice est consciente de son ignorance et la revendique. Idamée est séparée de la vérité à sa façon, par le mensonge. Gouges est également une enfant illégitime, statut la privant de l'estime générale. Par l'adultère, Idamée se retrouve, elle aussi, privée de cette estime. Cet aspect du personnage d'Idamée a même poussé Léopold Lacour à affirmer en 1900 que le roman aurait une position conservatrice sur la question des femmes et même qu'il justifierait l'oppression des femmes.
Selon Marie-France Silver, le fait qu'Olympe de Gouges place le discours féministe de son conte dans la bouche d'une femme jalouse et infidèle s’explique au contraire par la conscience de la transgression que représentaient ces discours. Un idéal féminin pré-révolutionnaire n’aurait pas pu les incarner. Cette transgression nécessitait, au contraire, un personnage hors norme, un personnage monstrueux. Olympe de Gouges encourageait les femmes à prendre la parole en public et à dépasser les limites leur étant imposées. La presse révolutionnaire de l’époque décrivait d’ailleurs Gouges comme Idamée est dépeinte dans le roman. Comme Isabelle Tremblay, Valentina Altopiedi voit dans la fin tragique d'Idamée un parallèle avec la vie d'Olympe de Gouges et en particulier avec sa condamnation à mort par le Tribunal révolutionnaire. Valentina Altopiedi relève également les positions conservatrices d'une part de la société révolutionnaire française au moment du procès d'Olympe de Gouges, qualifiée dans la presse de femme aux mœurs dissolues, ayant fait fi des « vertus qui conviennent à son sexe » en prétendant « être homme d'État ».

### La réflexion sur le pouvoir
Almoladin, le personnage principal du Prince philosophe, permet de présenter les problèmes liés à la monarchie et à l'exercice du pouvoir. Son inclination pour la philosophie fait de lui un personnage éclairé. Il est préservé des fureurs de l'ambition, ce qui le distingue des despotes. Il maintient un équilibre entre prudence politique et passions privées. Olympe de Gouges défend ainsi « un idéal de monarchie éclairée ». Par conséquent le pouvoir d'Almoladin n'est pas contesté, mais, au contraire, apprécié. Il use de sa clémence comme d’un outil politique afin d’être craint sans pour autant être haï, en tissant des liens affectifs et distribuant des récompenses.
Dans ce conte écrit avant même la prise de la Bastille, Olympe de Gouges défend une politique où le roi a le devoir d'être bienveillant envers son peuple et de le faire prospérer. Le roi doit être sage, juste et « essentiel ». Pour Ariella Azoulay, Gouges ne cherchait pas à préserver la monarchie mais plutôt à faire renaître le royaume » par une prise en considération égalitaire de tous les citoyens. En mars 1792, dans un ouvrage intitulé L'Esprit français, Olympe de Gouges demande au roi « de consacrer « l’égalité de tous les citoyens » et d’ôter […] tous moyens, toute espérance de rétablir les droits tyranniques de la féodalité et de conspirer contre leur patrie ». De même, le pouvoir du roi n'est jugé légitime par Olympe de Gouges que dans le cas où « le tenant de la nation, il le voue à assurer son bonheur », ce dont elle fait une philosophie dans son roman.
Almoladin décide cependant de fuir la souveraineté plutôt que de résoudre les dilemmes politiques et moraux qu'elle engendre en transmettant son pouvoir à son fils Noradin. Olympe de Gouges redéfinit le régime monarchique et elle ébauche des conceptions alternatives de la souveraineté. On peut en voir un exemple à travers l’épisode de l’abdication d’Almoladin, puisque celui-ci ne cède le trône à son fils qu'à deux conditions. La première est que le jeune roi n’use jamais de la peine de mort sans l’accord de son père. Cette condition revient à une abolition tacite de la peine de mort. Elle remet donc en question la structure de la souveraineté, car elle empêche la domination absolue du souverain sur son peuple. C’est ce que semble confirmer la deuxième condition d’Almoladin : si son fils venait à devenir un tyran, lui-même reviendrait à Siam pour le détrôner et laisser le peuple choisir son destin politique. Ariella Azoulay voit cet épisode comme la manifestation du point de vue de Gouges sur les décisions que Louis XVI aurait dû prendre pour éviter les massacres et la Révolution française. Cela démontre la radicalité de la position qu'adopte Gouges à l'égard de la monarchie, la préférant à la révolution, sans pour autant contester son application et ses principes. Selon Valentina Altopiedi, l'exemple du retour d'Almoladin à une vie simple, pastorale et anonyme, après avoir laissé la couronne entre les mains de son fils, fait également écho aux positions que défendit Olympe de Gouges sur la question du sort devant être réservé à Louis XVI.
Le personnage d'Idamée soulève également des interrogations politiques. Elles reposent notamment sur la possibilité et la volonté d'un roi, même éclairé, de bouleverser le système en place au profit d’une valeur a priori juste, mais nouvelle. Pour Idamée, le concours proposé par Almoladin dans la seconde partie de l'ouvrage représente une ouverture vers une nouvelle organisation de la société. Pour donner du poids à son initiative et affronter la puissance souveraine, elle privilégie la lutte collective à la lutte individuelle. Si les femmes gagnent ce concours, il n’en reste pas moins qu’Almoladin choisit de ne pas prendre de décision. On peut penser que cela découle en partie du cadre spatial du conte, inscrit dans un système civil oriental qui privilégie la séduction du pouvoir, la discrétion et la domination, aux projets révolutionnaires. Mais cet épisode met en avant le rôle que les femmes pourraient jouer dans la société, au même titre que les hommes. Les personnages féminins sont amenés à déployer leur intelligence plutôt que leur charme.